# Frankfurter Löwen
Die Frankfurter Löwen sind ein ehemaliger Verein für American Football aus Frankfurt am Main, erstes deutsches Footballteam und Mitbegründer der Football-Bundesliga, der heutigen GFL, sowie Gewinner der ersten beiden Endspiele um die Deutsche Meisterschaft im American Football.

## Geschichte
Die Geschichte der Frankfurter Löwen ist eng mit der Entstehungsgeschichte des deutschen Footballs verbunden. Er wurde zwar auf deutschem Boden seit dem Zweiten Weltkrieg gespielt, allerdings zuerst nur von Teams aus US-Kasernen.
Im Jahr 1977 gründeten Alexander Sperber und Wolfgang Lehneis mit den Frankfurter Löwen den ersten deutschen Footballverein. Im Verein spielten auch viele aus den damals zahlreichen Frankfurter Kasernen der US Army mit. Zunächst wurden Spiele ausschließlich gegen Teams der Kasernen durchgeführt, bis sich 1978 mit den noch heute existierenden Düsseldorf Panthern das zweite deutsche Footballteam gründete.
Im Jahr 1979 wurde der American Football Bund Deutschland, einer der Vorgänger des heutigen AFVD, gegründet und die erste Bundesliga-Saison ausgetragen. Teilnehmer waren: Frankfurter Löwen, Düsseldorf Panther, Munich Cowboys, Ansbach Grizzlies, Bremerhaven Seahawks und Berlin Bären.
Im ersten Endspiel (heute German Bowl genannt) der deutschen Footballgeschichte gewannen die Löwen am 10. November 1979 mit 14:8 gegen die Ansbach Grizzlies. Im Endspiel 1980 wurden die Löwen ebenfalls gegen die Grizzlies mit 21:12 Deutscher Meister und 1981 Vizemeister mit einem 6:27 gegen die Ansbach Grizzlies. Als nach und nach die Zahl der Amerikaner, die zeitgleich auf dem Feld pro Mannschaft sein durften, von 6 auf 2 verringert wurde, konnten die anderen deutschen Teams aufschließen. Nachdem die ersten drei German Bowls in Folge von Teams die den Süden Deutschlands (gemäß heutiger Einteilung der GFL in Nord und Süd) repräsentieren, folge eine jahrzehntelange Dominanz Norddeutscher Mannschaften bis Frankfurt Universe in der German Football League 2018 gegen die Schwäbisch Hall Unicorns wieder ein „rein südliches“ Finale bestreiten konnte.
In den Jahren 1982 und 1983 erreichten die Frankfurter Löwen nur noch das Viertelfinale.
Im Jahre 1984 traten die Frankfurter Löwen letztmals offiziell in Erscheinung. Sie erreichten das Viertelfinale um die deutsche Meisterschaft und tauchten nach der Niederlage auf keiner Ansetzungsliste mehr auf. So sollten sie für die nächsten drei Jahrzehnte, bis zum Aufstieg der Frankfurt Universe im Jahre 2015, das vorerst letzte Team aus Frankfurt in der höchsten deutschen Spielklasse sein.
Nach dem sportlichen und organisatorischen Niedergang der Löwen wollten einige motivierte Spieler und Funktionäre den Football in Frankfurt nicht abhaken und versuchten die Löwen wieder in Gang zu bringen. Im Laufe des Jahres 1985 zeigte sich jedoch, dass zu viele eingefahrene Meinungen existierten und eine Fortführung des Vereins nach den Ideen der neuen Generation unmöglich war.
Im Dezember trafen sich dann ehemalige Spieler und Offizielle der Löwen und beschlossen die Gründung eines neuen Vereins, der Frankfurt Gamblers.

## Erfolge
- Deutscher Meister: 1979 und 1980
- Deutscher Vizemeister: 1981
- Teilnahme Viertelfinale: 1982, 1983 und 1984